# Onuphis lepta
Onuphis lepta är en ringmaskart som beskrevs av Chamberlin 1919. Onuphis lepta ingår i släktet Onuphis och familjen Onuphidae. Inga underarter finns listade i Catalogue of Life.